# Moralité victorienne

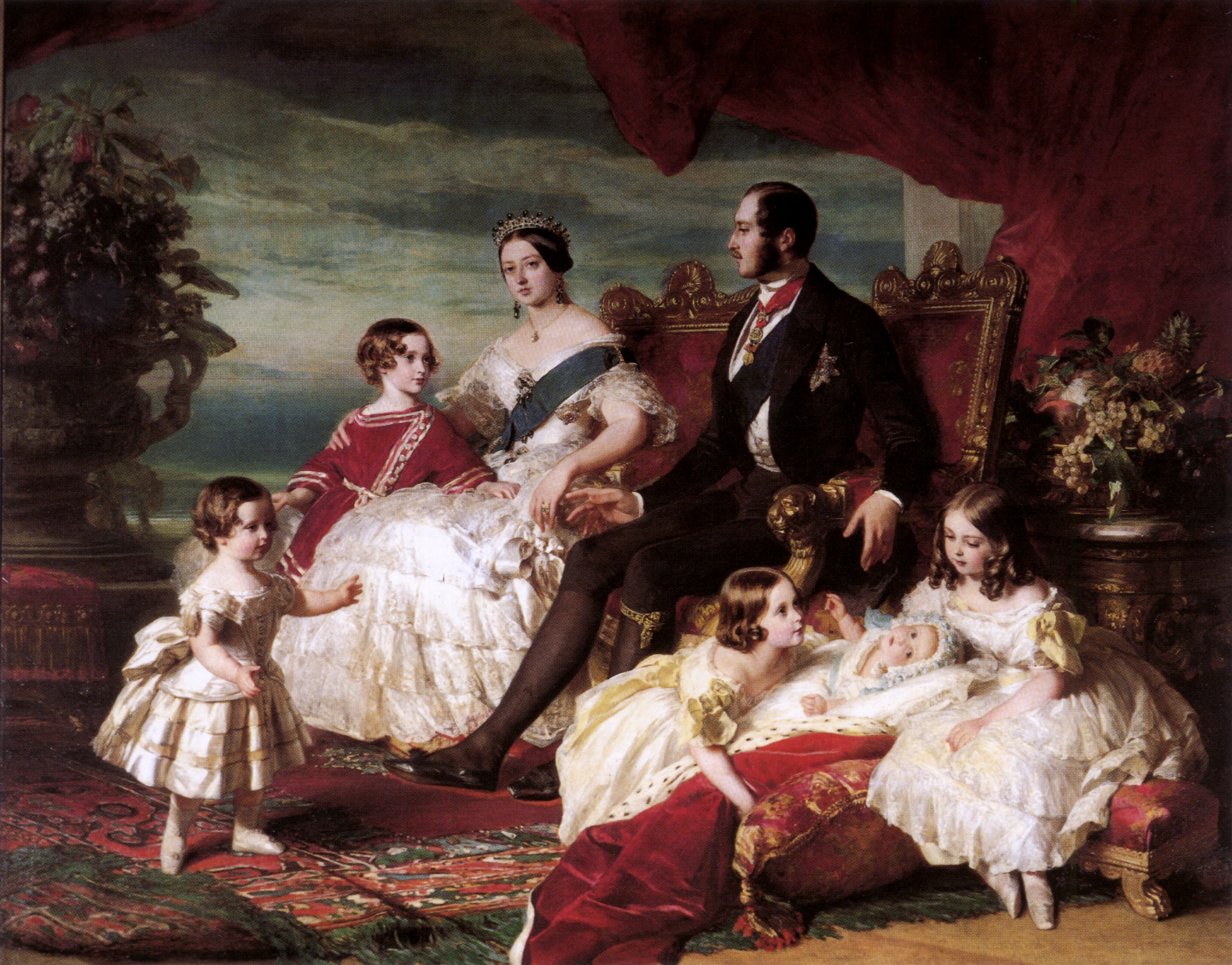
Dans cette œuvre de Franz Xaver Winterhalter, la reine Victoria, le prince Albert, ainsi que leurs enfants sont présentés comme une famille idéale.

La moralité victorienne est la conception  morale dans la Grande-Bretagne du XIXe siècle, à l'époque victorienne.
Toutes les classes sociales et tous les aspects de la vie personnelle et sociale sont concernés par cette morale. Les valeurs de l'époque (religieuses, notamment par l'évangélisme, morales dans le perfectionnement personnel et l'éthique de travail) sont ainsi influencées par la morale victorienne. Suivant l'exemple de Thomas Bowdler, la littérature, notamment les pièces de théâtre contemporaines de l'ère victorienne et les « classiques » comme Shakespeare sont adaptés aux enfants et aux femmes, les contenus désapprouvés étant modifiés ou supprimés.
Les historiens contemporains considèrent souvent l'ère victorienne comme période de nombreux conflits. Ainsi, l'injonction sociale à se montrer digne et plein de retenue, ainsi que des débats sur la mise en œuvre de la nouvelle morale, le montrent. La traite internationale des esclaves est abolie avant l'ère victorienne : cette interdiction est appliquée par la Royal Navy. L'esclavage cesse dans toutes les colonies britanniques. Dans les usines britanniques, c'est la fin du travail des enfants. La prostitution fait l'objet de débats pour savoir s'il faut l'abolir ou la réguler, l'homosexualité demeurant illégale.

## Esclavage
L'opposition à l'esclavage représente la principale cause évangélique de la fin du XVIIIe siècle, dirigée par William Wilberforce (1759-1833). Des campagnes informent le lectorat des réalités de l'esclavage. D'autres mouvements de réforme usent des mêmes moyens de communication et font preuve de la même moralité. L'abolition de l'esclavage au Royaume-Uni a lieu en 1833, et le règne de la reine Victoria commence en 1837, soit quatre ans après. Le mouvement anti-esclavagiste tente de l'interdire, et y parvient partiellement en 1807 (interdiction de la traite), puis en 1833 (interdiction de la possession d'esclaves). La longueur de l'abolition s'explique par l'opposition entre moralité et intérêts économiques. Les propriétaires de plantations dans les Caraïbes reçoivent vingt millions de livres sterling en espèces, ce qui reflétait le prix moyen du marché des esclaves. William E. Gladstone, plus tard réformateur célèbre, paie son père pour leurs centaines d'esclaves. La Royal Navy patrouille l'océan Atlantique, arrêtant tous les navires soupçonnés de vendre des esclaves africains aux Amériques et libérant tous les esclaves trouvés. Les Britanniques établissent une colonie de la Couronne en Afrique de l'Ouest (Sierra Leone) où ils transportent des esclaves affranchis. Des esclaves libérés de la Nouvelle-Écosse fondent et nomment la capitale de la Sierra Leone « Freetown ».

## Question de la cruauté

### Cruauté envers les animaux
William Wilberforce, Thomas Fowell Buxton et Richard Martin, introduisent la première législation pour empêcher la cruauté envers les animaux, le Cruel Treatment of Cattle Act 1822. Instaurée en 1822, cette loi ne concerne que le bétail.
Dans le Metropolitan Police Act 1839, « combattre ou appâter des Lions, des Ours, des Blaireaux, des Coqs, des Chiens ou d'autres Animaux » devient infraction pénale. Plusieurs restrictions légales sont opérées quant aux circonstances de l'exploitation animale. Par exemple, il est interdit de laisser courir des chiens enragés et la police a le droit de tuer ces chiens. Il est aussi interdit d'utiliser des chiens pour tirer une charrette. La loi s'étend au reste de l'Angleterre et au Pays de Galles en 1854. Les chariots tirés par des chiens sont alors utilisés par les travailleurs indépendants très pauvres comme un moyen bon marché de livrer du lait, de la nourriture pour êtres humains et animaux et pour ramasser les déchets. Susceptibles d'être enragés, les chiens transmettent cette maladie mortelle aux êtres humains, chez qui le nombre de cas augmente, et aux chevaux, économiquement vitaux pour la ville. Des évangéliques et des utilitaristes de la Société pour la prévention de la cruauté envers les animaux convainquent le Parlement que cela devrait être illégal. Des inspecteurs s'assurent de l'application de cette loi. N'ayant plus besoin de leurs chiens, les propriétaires les tuèrent et les remplacèrent par des charrettes à main.
Selon l'historien Harold Perkin : « Entre 1780 et 1850, la nation anglaise cessa d'être une des plus agressives, brutales, tapageuses, franches, séditieuses, cruelles et sanguinaires du monde et devint l'une des plus inhibées, polies, ordonnées, à l'esprit tendre, prude et hypocrite. Cette  transformation diminue la cruauté envers les animaux, les criminels, les fous et les enfants (dans cet ordre), elle supprima de nombreux sports et jeux cruels, comme l'appatâge des taureaux et les combats de coqs, ainsi que des divertissements innocents, dont de nombreuses foires et veillées ; elle débarrassa le code pénal d'environ deux cents délits capitaux, abolit le transport [des criminels vers l'Australie] et nettoya les prisons ; elle transforma le dimanche en un jour de prière pour certains et de mortification pour tous ».

### Travail des enfants
Les forces religieuses évangéliques légifèrent contre le travail des enfants. Le décalage entre les conditions des enfants pauvres et la conception de l'enfance comme une période d'innocence dans la classe moyenne conduit aux premières campagnes pour une protection juridique des enfants, à partir des années 1830. La campagne qui conduit aux Factory Acts est menée par de riches philanthropes comme Lord Shaftesbury, qui présente des projets de loi au Parlement pour atténuer l'exploitation des enfants sur le lieu de travail. En 1833, il introduit la loi sur les dix heures de 1833, qui prévoit que les enfants travaillant dans les filatures de coton et de laine doivent être âgés de neuf ans ou plus, aucune personne de moins de dix-huit ans ne doit travailler plus de dix heures par jour ou de huit heures le samedi, et personne de moins de vingt-cinq ans ne doit travailler la nuit. D'après le Factory Act de 1844, les enfants de neuf à treize ans ne doivent pas travailler plus de neuf heures par jour et ont le droit à une pause déjeuner. D'autres interventions juridiques augmentent le niveau de protection de l'enfance. Cependant, le laissez-faire des propriétaires d'usine (qui combat le contrôle du gouvernement) est respecté par le Parlement pour les hommes adultes : de fait, l'ingérence est faible à l'époque victorienne.

## Sexualité
Les historiens Peter Gay et Michael Mason soulignent que la société moderne manque souvent de connaissances sur l'étiquette victorienne. L'utilisation de roulotte de bain à la plage, par exemple, n'est pas systématique et certaines personnes se baignent nues. Contrairement à une conception répandue, la société victorienne reconnait que les hommes et les femmes appréciaient la relation sexuelle.
La communication verbale ou écrite de sentiments sexuels, souvent interdite, est remplacée par le langage des fleurs. Il existe cependant des écrits érotiques, parmi lesquels My Secret Life du pseudonyme Walter (peut-être Henry Spencer Ashbee), et le magazine The Pearl, publié pendant plusieurs années et réimprimé sous forme de livres de poche dans les années 1960. L'érotisme victorien survit également dans des lettres privées archivées dans des musées et même dans une étude sur les orgasmes féminins. 

### Homosexualité
Pour un article plus général, voir LGBT au Royaume-Uni.
L'expansion des forces de police, notamment à Londres, entraine une augmentation d'arrestations pour sodomie illégale en milieu de siècle. La sexualité masculine est un sujet privilégié de la recherche médicale, étudiée par le psychiatre Henry Maudsley. George Savage et Charles Arthur Mercier écrivent sur l'homosexualité en société. Le dictionnaire de médecine psychologique de Daniel Hack Tuke traite de la perversion sexuelle. Ces travaux montrent un mépris moral pour les pratiques sexuelles décrites.
Le peintre Simeon Solomon et le poète Algernon Charles Swinburne s'attachent à la poétesse lesbienne grecque Sappho. Ils  sensibilisent les intellectuels victoriens à cette figure et leurs écrits contribuent à façonner l'image moderne du lesbianisme.
L'amendement Labouchere au Criminal Law Amendment Act 1885 rend illégal tout acte homosexuel masculin. Il prévoit une peine d'emprisonnement de deux ans pour les hommes reconnus coupables d'avoir commis ou participé à des actes d'homosexualité publics ou privés. Les actes lesbiens (encore peu connus) sont ignorés. Quand Oscar Wilde fut reconnu coupable de violation du statut et emprisonné pour ce motif, en 1895, il devint la victime emblématique de la répression puritaine anglaise.

### Prostitution

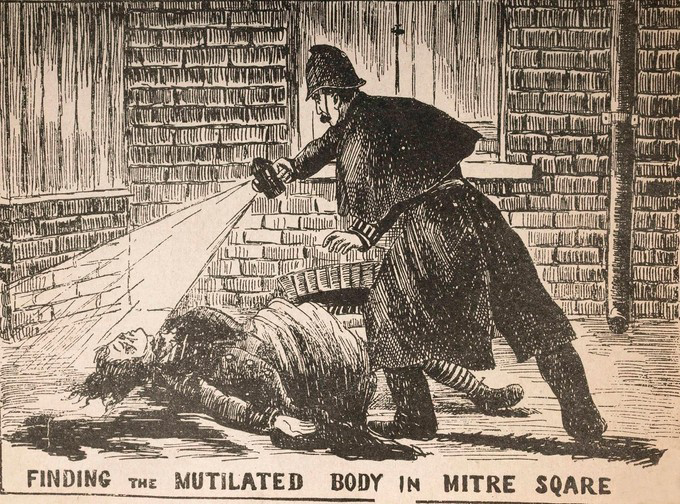
Les victimes de Jack l'éventreur sont essentiellement des prostituées.

À la fin des années 1840, réformateurs, organes de presse, ecclésiastiques et femmes célibataires se préoccupent de la prostitution, bien installée de longue date, et la qualifient de « mal social ». Les estimations du nombre de prostituées à Londres dans les années 1850 varient beaucoup. Dans son étude historique, Prostitution, William Acton, médecin et auteur de l'ère victorienne, rapporte que d'après la police, Londres en compte 8 600 en 1857.
Le Couvent de la Madeleine réforme les prostituées depuis le milieu du XVIIIe siècle. Entre 1848 et 1870, le nombre d'institution qui s'en charge augmente. Il s'agit de réhabiliter ces « femmes tombées » et de les faire réintégrer la société, souvent comme domestiques. Le thème de la prostitution et de la « femme déchue » (toute femme qui eut des relations sexuelles hors mariage) domine politique et littérature. Ainsi, dans des écrits comme ceux de Henry Mayhew, Charles Booth, Charles Dickens, la prostitution est considérée comme un problème social.
Lorsque le Parlement adopte  la première des lois sur les maladies contagieuses en 1864 (qui permet à la gendarmerie locale dans certains domaines définis de forcer toute femme soupçonnée de maladie vénérienne à se soumettre à son inspection), Joséphine Butler réagit en tentant de faire abroger la loi, ce qui lie cette cause au féminisme qui émerge à cette époque. Butler attaque le deux poids, deux mesures établi de longue date de la moralité sexuelle.
En littérature sentimentale, la prostituée joue le rôle de victime. C'est le cas dans le poème de Thomas Hood, Le Pont des Soupirs, le roman Mary Barton d'Elizabeth Gaskell et le roman Oliver Twist de Dickens. Dans The Angel in the House de Coventry Patmore, les femmes sont pures. Une telle représentation conduit à considérer prostituées et femmes déchues comme souillées, corrompues, ayant besoin d'une purification.
L'image de la femme pure rejoint celle de la ménagère. Symboliquement, la femme est créatrice d'espace dépourvu de pollution et de corruption. La symbolique de la prostituée correspond à la violation de ce rôle. Le deux poids, deux mesures se poursuit. Ainsi, la loi de 1857 sur les causes matrimoniales permet à un homme de divorcer pour adultère. En revanche, l'adultère ne suffit pas pour qu'une femme demande le divorce : bigamie, inceste, ou cruauté représentent des motifs suffisants.
Prostitution et relations sexuelles interdites augmentent du fait de l'anonymat de la ville. Dickens et d'autres écrivains associent la prostitution à la mécanisation et à l'industrialisation de la vie moderne, dépeignant les prostituées comme des marchandises humaines consommées et jetées une fois épuisées. Les mouvements de réforme morale tentèrent de fermer les maisons de prostitution, ce qui peut être considéré comme un facteur d'augmentation de la prostitution de rue.
Jack l’Éventreur, tueur en série de Whitechapel, s'attaque exclusivement à des prostituées d'East End. La médiatisation de ses crimes confère à la prostitution une portée nationale et mondiale. Jusque dans les années 1880 et 1890, les prostituées vivent dans la misère et pratiquent la prostitution pour s'assurer un repas et un hébergement : dans la mesure où elles ne peuvent que peu se protéger, ce sont des victimes faciles pour les criminels.

## Criminalité, délinquance et police
Après 1815, crimes, délits (cambriolages...) augmentent. Les peines sont sévères : il existe des centaines de causes d'exécution ou de déportation vers l'Australie. Londres, ville de 1,5 million d'habitants (plus que les 15 villes suivantes réunies) met au point des arrangements informels pour développer un système de police uniforme dans ses nombreux arrondissements. La loi de 1829 sur la police métropolitaine, défendue par le ministre de l'Intérieur Robert Peel, systématise les pratiques informelles établies. Il crée le service de police métropolitain, dont le siège est à Scotland Yard. Londres est alors dotée de la première force de police moderne. Vêtus d'uniformes bleus, les policiers sont bien organisés et ont une direction centralisée. Juridiquement, ils ont le statut historique de gendarme, avec le pouvoir de procéder à des arrestations de personnes suspectes et de traduire les délinquants devant un tribunal de première instance. Ils sont affectés en équipes à des battements spécifiques, surtout la nuit. L’installation d'un éclairage au gaz dans les rues principales facilite leur tâche de surveillance. La criminalité diminue. Une loi de 1835 exige que chaque arrondissements constitué en Angleterre et au Pays de Galles établisse des forces de police. L'Écosse, dont le système juridique est distinct, y vite incluse. En 1857, chaque juridiction de Grande-Bretagne dispose d'une force de police organisée, pour laquelle le Trésor paye une subvention. La police reçoit un salaire régulier, est choisie par mérite plutôt que par influence politique et est rarement employée à des fins partisanes. Si le salaire n'est pas élevé (une guinée par semaine en 1833), le prestige l'est pour les catholiques irlandais, représentés de manière disproportionnée dans toutes les villes où ils vivent,.

## Causalité
Des historiens estiment que les idées de Hannah More, de William Wilberforce et de la Clapham Sect sont à l'origine de la nouvelle morale. En revanche, Perkin soutient que cette théorie exagère l'influence d'un petit groupe d'individus, qui étaient « autant un effet de la révolution qu'une cause ». Elle pose aussi un problème de temps, des prédécesseurs ayant échoué. L'approche intellectuelle tend à minimiser l'importance des non-conformistes et des évangélistes. Par exemple, les méthodistes ont une forte influence dans l'échelon supérieur de la classe ouvrière. Enfin, au lieu d'essayer d'améliorer une ancienne société, les réformateurs essayent de conduire la Grande-Bretagne dans une nouvelle société.
Des mouvements de l'ère victorienne pour la justice, la liberté et d'autres valeurs morales font de l'exploitation et de la cupidité des maux publics. Les écrits de Charles Dickens, en particulier, les condamnent. Peter Shapely étudie cent dirigeants caritatifs du Manchester victorien. Ils apportent un capital culturel important, comme la richesse, l'éducation et le statut social. Outre les réformes proprement dites de la ville, ils réalisent pour eux-mêmes une forme de capital symbolique, une forme légitime de domination sociale et d'autorité civique. L'utilité de la charité comme moyen de renforcer son autorité sociale est socialement déterminée et n'a qu'une portée limitée.

## Bibliographie

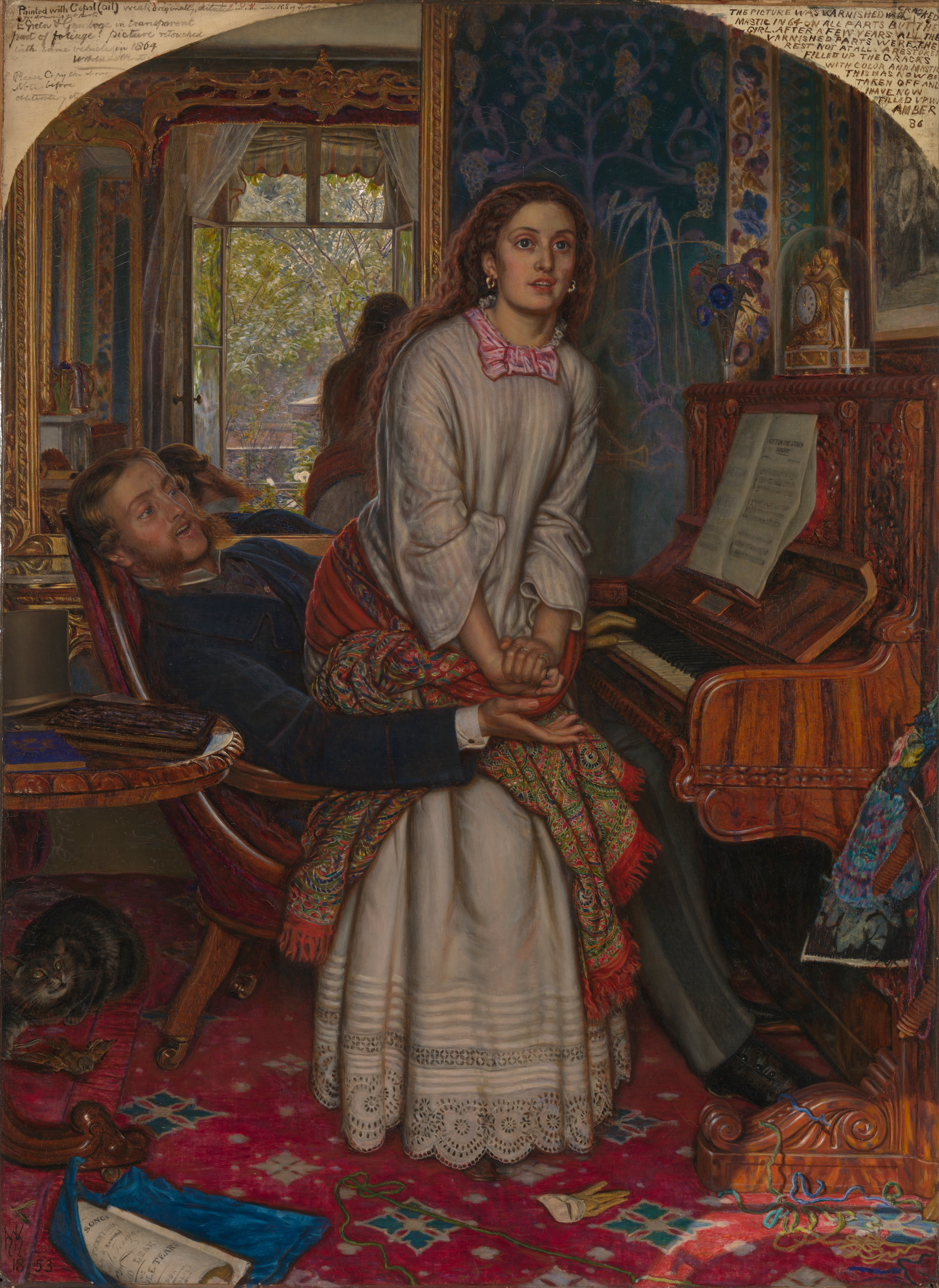
The Awakening Conscience, œuvre de William Holman Hunt.